# Teatr Krzyk
Teatr Krzyk – polski teatr alternatywny, założony w 2002 roku w Maszewie przez Marka Kościółka, byłego aktora Teatru Brama i absolwenta "Akademii w Gardzienicach", który jest kierownikiem teatru i reżyserem spektakli.
Utworzony w maszewskim Ośrodku Kultury i Sportu, od roku 2007 działa niezależnie jako stowarzyszenie teatralne. Od 2006 roku pracuje w pomieszczeniach po dawnej kotłowni (tzw. "Kotłoffnia"), w 2008 gruntownie wyremontowanej. Animator kultury w gminie Maszewo, organizuje zajęcia warsztatowe i dydaktyczne. Organizator licznych akcji happeningowych ("Razem ’89"), projektów społecznych ("Aktywny senior w Gminie Maszewo") i wymian międzynarodowych ("Bez kontrastów", "Odkorzenianie"). Gospodarz organizowanych w Maszewie festiwali: Ogólnopolskiej Biesiady Teatralnej Wejrzenia (od 2006) i Ogólnopolskich Spotkań Młodego Teatru "Krzykowisko" (od 2009).

## Spektakle
- 2004 Głosy
- 2007 Szepty
- 2008 Wydech
- 2009 Nord Stream
- 2011 eksPLoracja
- 2012 Osad

### Głosy
- Reżyseria: Marek Kościółek
- Obsada: Anna Giniewska, Małgorzata Dorenda, Marcin Pławski, Adrian Drapkowski, Bartosz Ciosek
- Opracownie muzyczne: Bartosz Bojdo
- Reżyseria świateł: Andrzej Szwaczyk
- Premiera: 18 marca 2004 r.

### Szepty
- Reżyseria: Marek Kościółek
- Obsada: Katarzyna Wrzosek i Michał Kropa
- Reżyseria świateł: Adam Biskowski
- Opracowanie muzyczne: Marek Kościółek, Michał Kropa
- Premiera: 10 marca 2007 r.

### Wydech
- Reżyseria: Marek Kościółek
- Obsada: Marta Ciosek, Roksana Kupska, Mateusz Zadala, Michał Kropa. Grali także: Tytus Gołas, Agnieszka Małyska
- Reżyseria świateł: Marek Kościółek
- Opracowanie muzyczne: zespół (wykorzystano fragmenty piosenek Marty Andrzejczak, Metalliki, Paktofoniki)
- Premiera: 25 października 2008 r.

### Nord Stream
Akcja Plenerowa
- Reżyseria: Marek Kościółek
- Scenariusz: Zespół
- MUZYKA NA ŻYWO: Łukasz Prunesti, Tomasz Litra, Mario Wojtyła
- Reżyseria świateł: Hubert Biczkowski
- Dźwięk: Rudy
- Występują: Anna Giniewska, Małgorzata Dorenda, Diana Doszczeczko, Roksana Kupska, Marta Ciosek, Agnieszka Małyska, Marcin Pławski, Bartłomiej Ciosek, Mateusz Zadala, Marcin Szczyciński, Michał Kropa, Hubert Biczkowski oraz Marek Kościółek. Gościnnie – Marta Bartoszewicz oraz Mariusz Tarnożek
- Premiera: 23 kwietnia 2009 r., podczas IV Ogólnopolskiej Biesiady Teatralnej Wejrzenia – Grotowskaz

### eksPLoracja
- Reżyseria: Marek Kościółek
- Scenariusz: Zespół
- Występują: Anna Giniewska, Marcin Pławski, Mateusz Zadala oraz Marek Kościółek
- Premiera: 21 kwietnia 2011 r.

### Osad
- Scenariusz: Zespół
- Reżyseria: Marek Kościółek
- Muzyka: Tomasz Litra
- Występują: Anna Giniewska, Mateusz Zadala, Marcin Pławski, Davit Baroyan (zastępstwo za Patryka Stolarza) Mariusz Bolałek, Tomasz Litra, Szymon Lewiński
- Premiera: 3 grudnia 2012 r. na scenie Teatru Ósmego Dnia w Poznaniu, w ramach projektu OFF Premiery/Prezentacje

## Nagrody
- Grand Prix i Złota Lampa na Ogólnopolskim Festiwalu Teatralnym „Naświetlania” 2005;
- I miejsce na Ogólnopolskim Festiwalu Teatralnym w Ostrołęce;
- I miejsce na Przeglądzie Krótkich Form Teatralnych w Szczecinie;
- Nagroda publiczności na Przeglądzie Krótkich Form Teatralnych w Szczecinie;
- Nagroda za reżyserię i scenariusz dla Marka Kościółka na PKFT w Szczecinie;
- Występ na Ogólnopolskim Festiwalu Teatralnym Tumult w Łomży;
- Występ jako zaproszony gość na Ogólnopolskiej Triadzie Teatralnej w Dębnie;
- Występ jako zaproszony gość na Festiwalu Teatralnym Na moście w Gryfinie;
- Występ jako zaproszony gość w Teatrze Współczesnym w Szczecinie w ramach Nowa Generacja;
- I miejsce na Ogólnopolskim Festiwalu Teatralnym Barbórka 2005 – Poszukiwanie alternatywny w Skierniewicach;
- II miejsce na Łódzkich Spotkaniach Teatralnych 2005;
- I miejsce na Ogólnopolskiej Biesiadzie Teatralnej w Horyńcu Zdroju;
- III miejsce na Ogólnopolskim Festiwalu Teatralnym Odeon 2006, Andrychów
- Udział w Międzynarodowym Festiwalu Teatralnym Malta 2006, Poznań
- I miejsce na Zgierskich Spotkaniach Małych Teatrów
- II miejsce na Ogólnopolskim Przeglądzie Małych Form Teatralnych w Wejherowie (Adepci Teatru Krzyk)
- III miejsce na Studenckim Ogólnopolskim Festiwalu Teatralnym Theatrum Orbis Terrarum, Olsztyn
- I miejsce na spotkaniach teatralnych w Rybniku.
- Laureat FaMa Festiwal artystycznej młodzieży akademickiej w Świnoujściu